# Albert F. Mummery

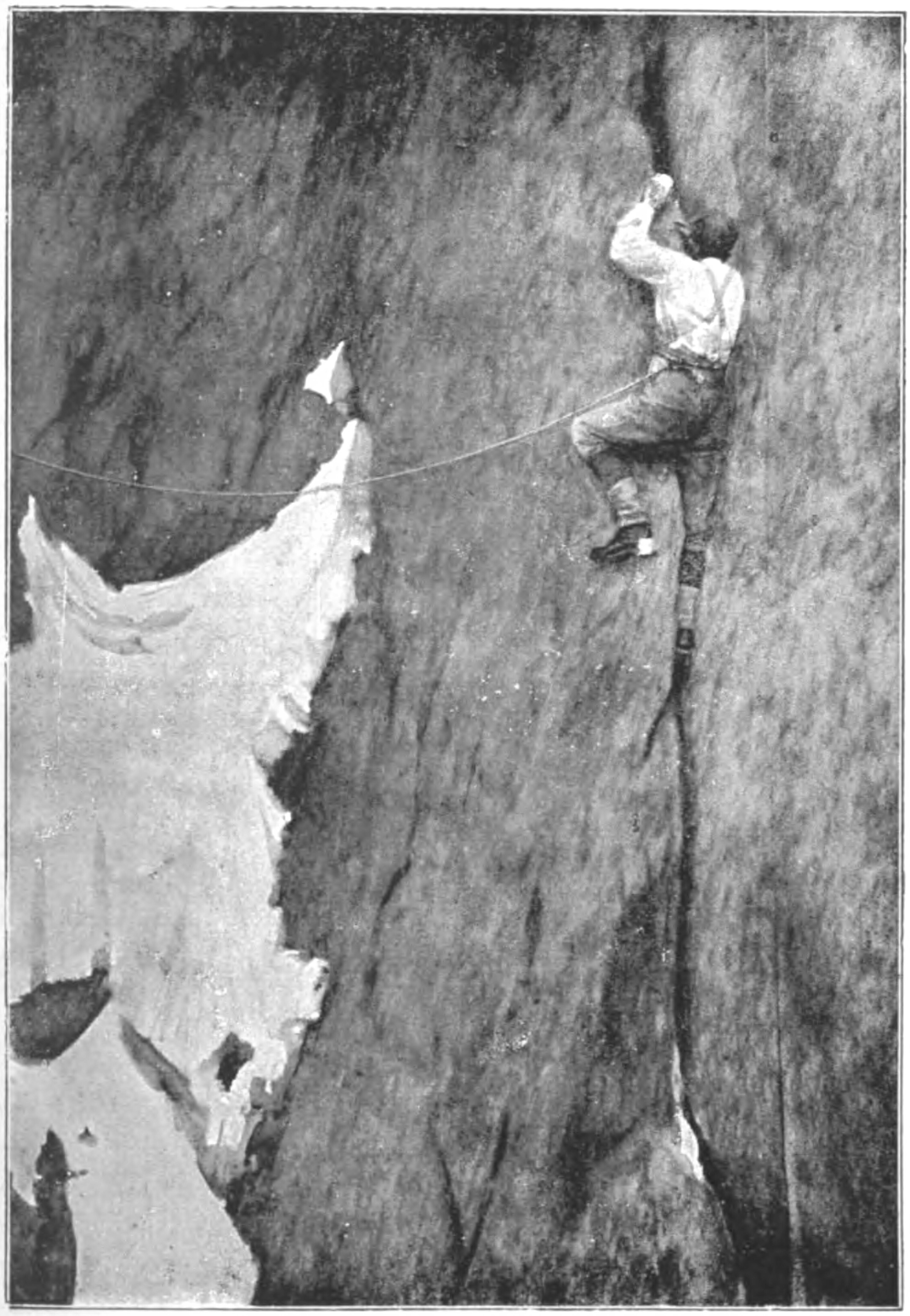
Albert Mummery dans la célèbre Fissure Mummery au Grépon

Albert Frederick Mummery, né le 10 septembre 1855 à Douvres et mort le 24 août 1895 au Nanga Parbat, est un alpiniste et écrivain britannique, considéré comme le fondateur de l'alpinisme sportif. Après avoir réalisé de nombreuses premières ascensions dans les Alpes et le Caucase, il meurt emporté par une avalanche lors de la première tentative d'ascension d'un sommet de plus de 8 000 mètres, le Nanga Parbat.

## Biographie
Albert Frederick Mummery, né le 10 septembre 1855 à Douvres, est le fils de William Rigden Mummery, tanneur et maire de Douvres. Son activité de tanneur est suffisamment prospère pour permettre à Albert Mummery de s’intéresser à l'alpinisme et à l'étude de l'économie. Il devient ami avec John A. Hobson. Ils collaborent à The Physiology of Industry (1889), qui théorise un interventionnisme économique pour lutter contre les dépressions liées à un excès d'épargne.
Sa carrière alpinistique commence tôt. À quinze ans, Mummery découvre les Alpes en 1871 avec les falaises de Via Mala et les neiges du col Théodule entre Zermatt et Le Breuil. Patiemment, il fait des classes en escalade avec les guides dont Aloys Burgener, frère du guide renommé Alexander Burgener.
En 1879, sa première ascension de l'arête de Zmutt au Cervin scelle l'association avec Alexander Burgener, de 10 ans son aîné. Avec ce dernier, il réussit en 1881 à quelques jours d'intervalle, l'ascension de l'aiguille Verte par le versant de la Charpoua et l'aiguille du Grépon dans les aiguilles de Chamonix.
À la suite d'un différend avec l'Alpine Club qui a rejeté sa candidature, Mummery arrête de grimper en 1882. En 1883, il se marie avec Mary Petherick (en). Ce mariage le ramène progressivement à la montagne. C'est avec son épouse qu'il gravit en 1887 des sommets classiques tels que la Jungfrau et le Cervin. Avec le guide Alexander Burgener et son épouse, il ouvre également une nouvelle voie longue et difficile, l'arête du Diable (Teufelsgrat) au Täschhorn.
En 1888 et en 1890, il se rend dans le Caucase pour y effectuer des premières ascensions. Il gravit ainsi le Dykh-Tau. En 1888, il est finalement admis à l'Alpine Club.
À partir de 1892, il décide de pratiquer l'alpinisme sans guides, révolutionnant la pratique de l'alpinisme avec ses compagnons, William Cecil Slingsby et John Norman Collie. C'est ainsi qu'il gravit notamment le Grépon en 1892 et l'aiguille du Plan en 1893. Il considère avant tout la beauté de la voie empruntée et sa difficulté, sentiment qui l'amène à gravir le Cervin par des variantes plus difficiles que la voie principale, qu'il considérait comme trop facile.
En 1895, il décide de faire une expédition au Nanga Parbat qui se situait dans l'État princier de Jammu et Cachemire et qui fait partie actuellement du Pakistan. Leur expédition légère et innovante pour l'époque est la première tentative d'ascension d'un sommet de plus de 8 000 mètres. Elle est composée de John Norman Collie, Geoffrey Hastings, Albert Mummery et deux porteurs Gurkhas, Ragobir et Goman Singh.
Il disparaît le 24 août 1895 avec les deux porteurs, emporté par une avalanche alors qu'il fait une reconnaissance de la face Rakhiot. Les corps n'ont jamais été retrouvés. La première ascension du Nanga Parbat est finalement réussie par Hermann Buhl en 1953, après 31 décès dans des tentatives d'ascension. Hermann Buhl considère Albert Mummery comme l'un des plus grands alpinistes de tous les temps.
Il raconte les exploits de ses grandes premières dans un livre fameux, Mes escalades dans les Alpes et le Caucase (1895) où il s'exprime parfois avec humour quant à l'alpinisme de son époque.

## Premières ascensions

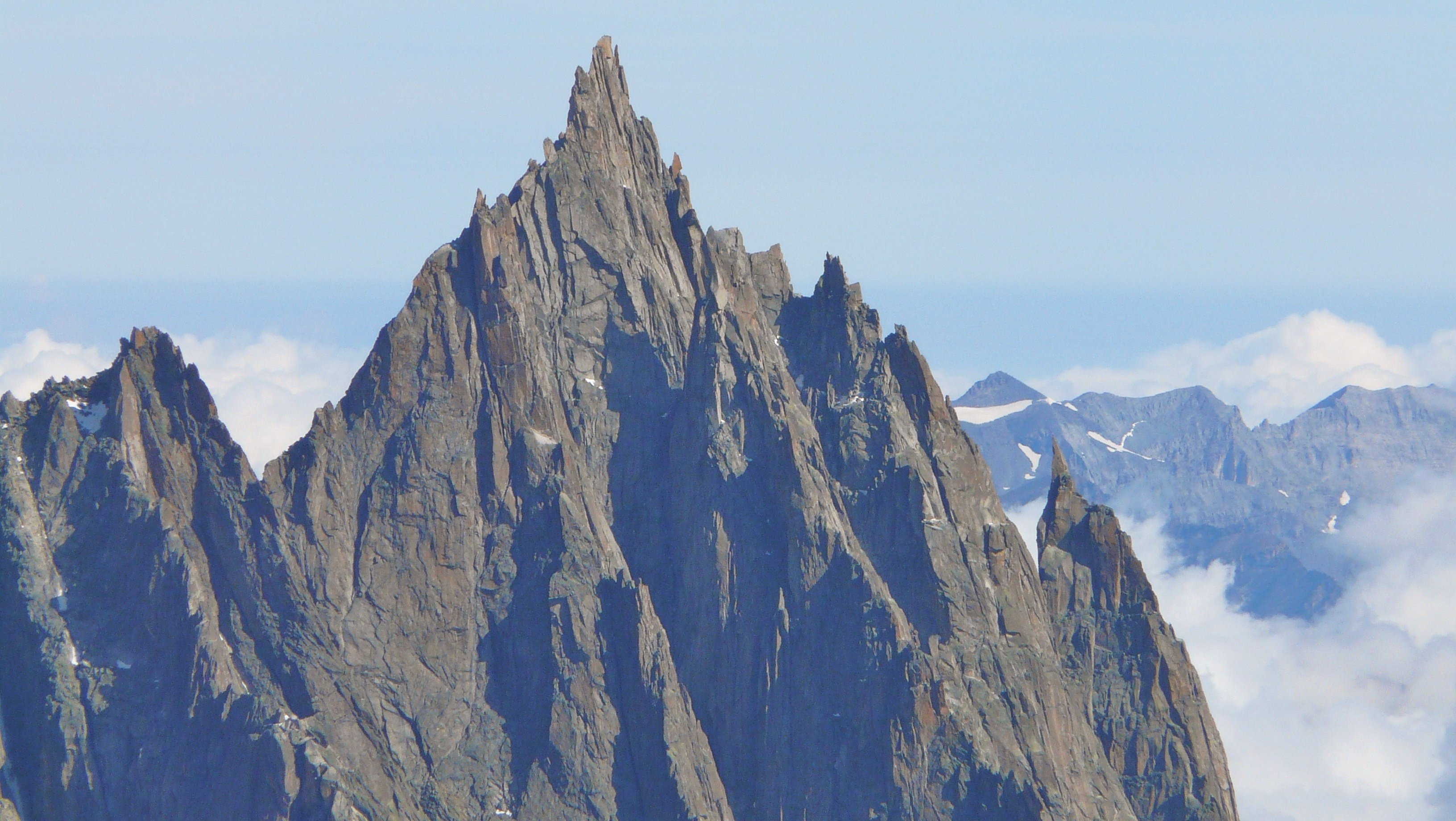
L'aiguille du Grépon

- 1879 - L'arête de Zmutt au Cervin avec Alexander Burgener, Johann Petrus et Augustin Gentinetta, le 3 septembre[7]
- 1880 - Traversée du col du Lion de Zermatt à Breuil avec Alexandre Burgener, le 6 juillet
- 1880 - Les Grands Charmoz, arête faîtière, avec Alexandre Burgener et B. Venetz
- 1881 - Versant Charpoua de l'aiguille Verte par le couloir en Y avec Alexandre Burgener, le 30 juillet
- 1881 - Aiguille du Grépon par l'arête nord avec Alexandre Burgener et Benedikt Venetz, le 5 août
- 1887 - Arête ouest-sud-ouest (arête du Diable) au Täschhorn avec sa femme Mary Petherick-Mummery (en), Alexandre Burgener et Franz Andermatten, le 16 juillet
- 1888 - Arête sud-ouest du Dykh-Tau dans le Caucase avec le guide Heinrich Zurfluh, le 24 juillet
- 1892 - Première traversée nord-sud de l'aiguille du Grépon avec John Norman Collie, G. Hastings et G. Pasteur, le 18 août
- 1893 - Versant sud-ouest de l'aiguille du Plan avec G. Hastings, John Norman Collie et W.C. Slingsby, le 7 août
- 1893 - La dent du Requin avec G. Hastings, John Norman Collie et W.C. Slinsby, le 25 juillet
- 1894 - Le Col des Courtes avec G. Hastings et John Norman Collie, le 3 août